# Кришталовиці
Кришталовиці (пол. Kryształowice) — село в Польщі, у гміні Собутка Вроцлавського повіту Нижньосілезького воєводства.
Населення — 94 особи (2011).
У 1975—1998 роках село належало до Вроцлавського воєводства.

## Демографія
Демографічна структура станом на 31 березня 2011 року:
|          | Загалом | Допрацездатний вік | Працездатний вік | Постпрацездатний вік |
| -------- | ------- | ------------------ | ---------------- | -------------------- |
| Чоловіки | 51      | 14                 | 35               | 2                    |
| Жінки    | 43      | 8                  | 25               | 10                   |
| Разом    | 94      | 22                 | 60               | 12                   |